# Алба (Кунео)
Алба (итал. Alba) је важан град у северној Италији. То је и други по величини град округа Кунео у оквиру италијанске покрајине Пијемонт.

## Природне одлике
Град Алба налази се у југозападном делу Падске низије, на 70 км југоисточно од Торина. Град се налази у валовитом крају, северно од подножја Приморских Алпа. Кроз град протиче река Танаро.

## Становништво
Према резултатима пописа становништва 2011. у општини је живело 30.804 становника.
| 1931.  | 1936.  | 1951.  | 1961.  | 1971.  | 1981.  | 1991.  | 2001.  | 2011.  |
| ------ | ------ | ------ | ------ | ------ | ------ | ------ | ------ | ------ |
| 17.740 | 16.687 | 16.466 | 21.110 | 28.675 | 31.372 | 29.382 | 29.910 | 30.804 |

Алба данас има преко 31.000 становника, махом Италијана. Током протеклих деценија у град се доселило много досељеника из иностранства, највише са Балкана.

## Партнерски градови
- Арлон
- Беблинген
- Бозолеј
- Медфорд
- Банска Бистрица
- Сант Кугат дел Ваљес
- Bergama

## Галерија
- Улица Виторио Емануеле
- Катедрала у Алби
- Градска светковина